# Elektrogravimetrie
In de elektrogravimetrie wordt een elektrolyse uitgevoerd, waarbij een opgeloste component, meestal een metaalion, als vaste stof neerslaat op de werkelektrode. Door de werkelektrode voor en na de elektrolyse te wegen, kan de massa van de component worden vastgesteld.

## Toepassing
De elektrogravimetrie vond vooral toepassing voor de bepaling van bulk-componenten, zoals het ijzer-gehalte in ijzererts. Als analytische techniek is de elektrogravimetrie vrijwel verdrongen door spectroscopische technieken als AAS en ICP. De vervanging door modernere technieken heeft meerdere achtergronden, waarvan de belangrijkste zijn:
- tijdsduur van de bepaling. Een elektrogravimatriasche bepaling neemt snel een uur of meer tijd in beslag.
- specificiteit. De voorbereidingen voor een elektrogravimetrische bepaling zijn specifiek voor het te bepalen element. Vooral het gebruik van hulpstoffen om goed aan de werkelektrode hechtende neerslagen te krijgen speelt hierbij een rol. Ook de oplossing van waaruit de component wordt neergeslagen moet aan een aantal eisen voldoen (pH, afwezigheid van storende componenten). De genoemde AAS- en ICP-technieken hebben een voorbewerking die veel algemener is.
- de monsterhoeveelheid kan veel kleiner zijn.

## Theoretische achtergrond
De elektrogravimetrie is een toepassing van de wetten van Faraday in hun oorspronkelijke vorm:
{\displaystyle m={\frac {I\cdot t\cdot M}{z\cdot F}}}
Waarin
- m : de neergeslagen massa in gram
- I : de toegepaste stroomsterkte in ampère
- t : de tijd in seconde
- M : de molmassa van de neergeslagen component in gram.mol−1
- z : het aantal elektronen dat per ion nodig is
- F : de constante van Faraday, de lading van 1 mol elektronen

## Praktische uitvoering
Als werkelektrode wordt gebruikgemaakt van een vaak tot een cilinder gebogen stukje platina-gaas. Gaas heeft hier de voorkeur omdat het een groot oppervlak heeft. Dit betekent dat de stroomdichtheid relatief laag kan blijven, terwijl toch een grotere stroomsterkte gebruikt kan worden.. Als tegenelektrode wordt vaak gebruikgemaakt van een stukje platina-draad in de vorm van een kurkentrekker.
Het monster wordt in oplossing gebracht, de zuurgraad wordt gecontroleerd en hulpstoffen worden toegevoegd. De werkelektrode wordt met salpeterzuur, soms met koningswater, gereinigd, dan wordt met demiwater of gedestilleerd water het zuur verwijderd waarna met aceton het water weggespoeld wordt.  Ten slotte wordt de elektrode in een stoof gedroogd. Direct voor gebruik wordt de werkelektrode gewogen.
De werkelektrode wordt als kathode aangesloten, de tegenelektrode als anode, waarna beide elektroden zo in de langzaam geroerde oplossing worden geplaatst dat van het gaas nog een randje boven de oplossing uit blijft steken. Na ongeveer een uur wordt de werkelektrode iets dieper in de oplossing gezet (maar nog steeds met de bovenrand vrij van de oplossing) en gecontroleerd of er nog metaal neerslaat op het verse elektrode-oppervlak Is geen nieuw neerslag gevormd, dan kan de werkelektrode uit de oplossing gehaald worden, met demiwater en aceton gespoeld en gedroogd.
Het massaverschil van de elektrode ten opzichte van de eerste weging is de hoeveelheid te bepalen component in de oplossing.